# Programma 101
La Programma 101, ou P101, est une calculatrice programmable, parfois présentée comme premier ordinateur personnel au monde. Elle fut conçue par l'ingénieur Pier Giorgio Perotto (elle sera aussi connue sous le nom Perottina) avec l'aide de Giovanni De Sandre et Gastone Garziera, dans la société italienne Olivetti entre les années 1962 et 1964 et produite entre 1965 et 1971.

## Structure de la machine

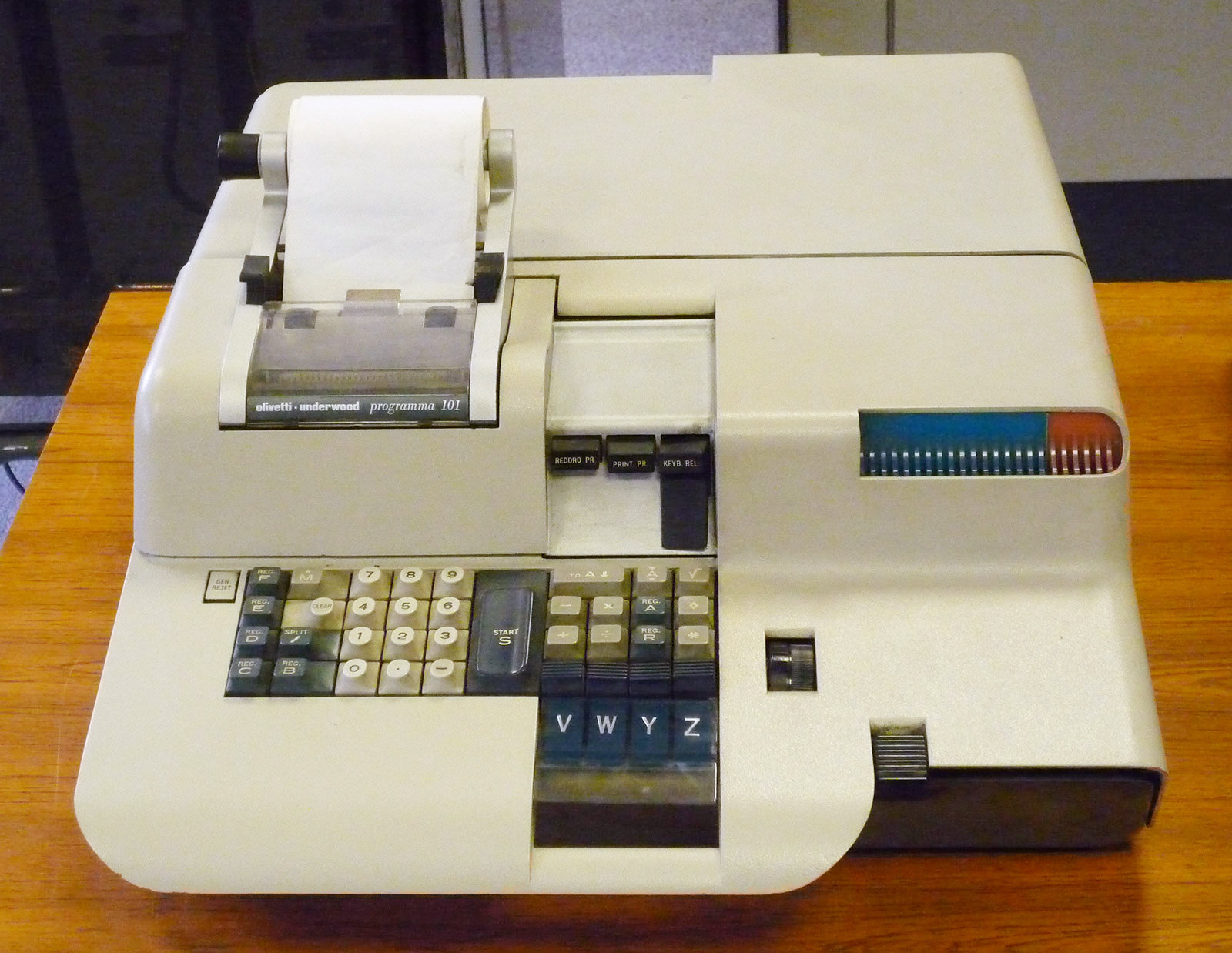
Vue avant de la Programma 101, en exposition au musée national de l'informatique à Bletchley Park en Angleterre.

La Programma 101 se compose de six parties principales,, :
- le clavier qui permet d'exécuter immédiatement des opérations comme l'addition ou de rentrer un programme ;
- la mémoire qui stocke les données et les instructions ;
- une imprimante à rouleau ;
- un lecteur-enregistreur de cartes magnétiques ;
- une unité arithmétique et logique ;
- et enfin une unité de contrôle.

## Mémoire

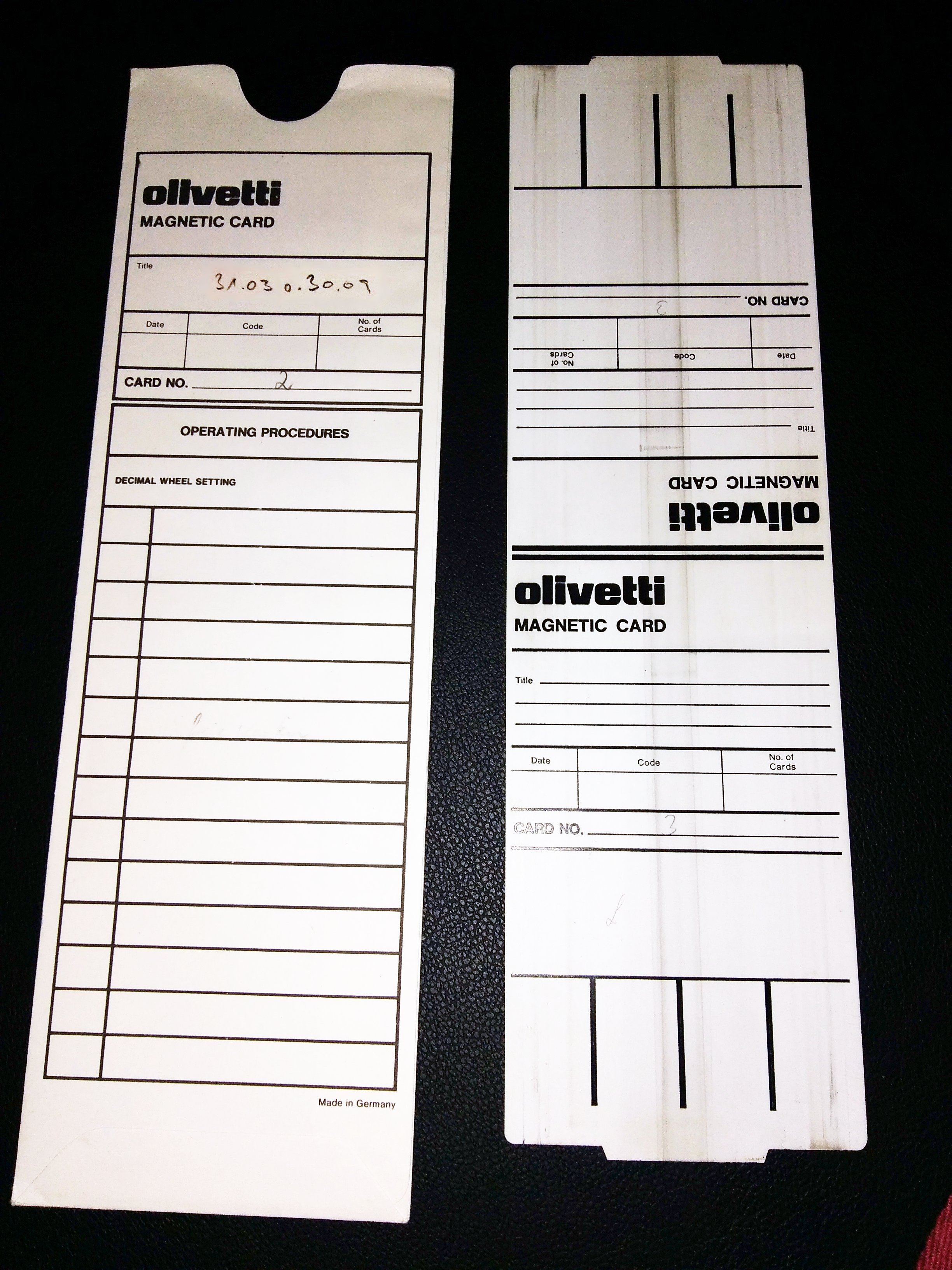
Une carte magnetique

La Programma 101 dispose de 10 registres dont les noms sont les suivants :
- deux registres P1 et P2 sont utilisés pour le stockage des instructions, chaque registre contient 24 instructions ;
- deux registres, B et C, capables chacun de mémoriser un nombre de 23 chiffres ou 2 nombres de 11 chiffres;
- trois registres, D, E et F, permettent chacun de stocker un nombre de 23 chiffres ou 2 nombres de 11 chiffres ou 24 instructions;
- enfin trois registres, M (médian), A (accumulateur), et R (résultat) sont utilisés pour les calculs.